# Хутор Тельмана (Краснодарский край)
Хутор Тельмана — хутор в Новокубанском районе Краснодарского края.
Входит в состав Верхнекубанского сельского поселения.

## Улицы
- ул. Животноводов.

## Население
| 2002 | 2010 |
| ---- | ---- |
| 170  | ↗191 |